# جامعة اليمامة
جامعة اليمامة جامعة أهلية تقع في الرياض بالمملكة العربية السعودية، تأسست في 2001.

## التأسيس
انطلق مشروع تأسيس كلية اليمامة الأهلية بصدور الترخيص المبدئي للكلية في مايو 2001 ومنها انطلق أكبر حرم جامعي للمؤسسات الجامعية الأهلية بمدينة الرياض، على يد عائلة الخضير، وبعد اعتمادها مؤسسة تعليم جامعي من وزارة التعليم العالي، افتتح الحرم الجامعي للكلية ليحتضن افتتاح كلية اليمامة لإدارة الأعمال، وقبول أول دفعة من طلبتها مع بداية العام الدراسي (2004م) للذكور، ثم بدأت الكلية بقبول أول دفعة من طالباتها في بداية العام الدراسي (2006م).
سعى مؤسسو الكلية إلى الانتقال لخطوة أخرى، وذلك بتحويل الكلية إلى “جامعة” من خلال إنشاء كلية علمية جديدة هي كلية اليمامة للحاسب ونظم المعلومات، وكلية البنات التي تقدم لطالباتها التخصصات العلمية ذاتها التي تقدم للذكور. وفي 2008 صدرت موافقة خادم الحرمين الشريفين الملك عبد الله بن عبد العزيز آل سعود آنذاك على تحويل كلية اليمامة إلى جامعة، لتبدأ عامها الدراسي 1429/1430هـ بمرحلة جديدة.
بلغت التكلفة الإجمالية لبناء الحرم الجامعي الحديث وحده 300 مليون ريال (قرابة 80 مليون دولار) لتوفير مرافق وتسهيلات على أعلى مستوى لطلاب الجامعة وهيئة التدريس بها.

## البرامج الأكاديمية

### كلية إدارة الأعمال
كلية إدارة الأعمال تقدم البرامج التالية:
- بكالوريوس إدارة الأعمال
- برنامج الماجستير

تمنح الكلية درجة البكالوريوس في إدارة الأعمال في المسارات التالية:
- المحاسبة
- التسويق
- إدارة الجودة
- الإدارة المالية
- نظم المعلومات الإدارية
- تطوير العقارات

تمنح الكلية برنامج الماجستير:
- ماجستير إدارة الأعمال
- ماجستير إدارة الموارد البشرية
- ماجستير إدارة الأعمال التنفيذي
- ماجستير الأمن السيبراني

### كلية الهندسة والعمارة
تمنح كلية الهندسة والعمارة عدة برامج في تخصصات الهنددسة والعمارة. في تخصصات الهندسة تمنح الكلية درجة بكالوريوس العلوم في هندسة البرمجيات، درجة بكالوريوس العلوم في هندسة الشبكات وأمن المعلومات ودرجة بكالوريوس العلوم في الهندسة الصناعية.
في مجال العمارة، تعمل كلية الهندسة والعمارة على تدريب وتأهيل المهندسين المعماريين، مهندسي الديكور والمصممين الذين يمكنهم فيما بعد احتراف مجالات تخصصهم في عصر التكنولوجيا مع مراعاة التراث المحلي. و تقدم الكلية برنامجيين دراسيين في هذا المجال، حيث يمكن للطالب الحصول على درجة البكالوريوس في العمارة أو درجة البكالوريوس في العمارة الداخلية. هذه البرامج تؤهل الخريجين للعمل في القطاع الدولي بمجال الإنشاءات والبناء والحصول على فرص عمـل في شــركات الهندسة المعمارية والديكور والتصميم العالمية الكبرى.

### كلية القانون
كلية القانون هي أحدث كليات جامعة اليمامة حيث أنشأت عام 2018 كامتداد لقسم القانون في الجامعة الذي أئشئ عام 2014. تتميزكلية القانون بطرح برنامجين متخصصين في القانون: برنامج البكالوريوس في القانون الخاص وبرنامج البكالوريوس في القانون.

### كلية الحاسب الآلي ونظم المعلومات
تمنح الكلية درجة البكالوريوس في الحاسب ونظم المعلومات في عدة تخصصات هي: البرمجة وقواعد البيانات، وهندسة الشبكات وأمن المعلومات، والتجارة الإلكترونية، والرسوم والوسائط المتعددة، وهندسة البرمجيات. حيث يجب أن تستوفي جميع التخصصات ما يلي:
- البرنامج التحضيري
- السنوات العامة في بكالوريوس الحاسب ونظم المعلومات
- سنوات التخصص في بكالوريوس الحاسب ونظم المعلومات

تقدم كلية الحاسب الآلي ونظم المعلومات برنامج درجة البكالريوس في الحاسب الآلي ونظم المعلومات في خمس تخصصات هي:
- البرمجة وقواعد البيانات
- الرسوميات والوسائط المتعددة
- التجارة الإلكترونية
- هندسة وأمن الشبكات
- هندسة البرمجيات

يقدم برنامج البكالريوس في الحاسب الآلي ونظم المعلومات التدريب الأكاديمي والأحترافي على أعلى مستوى من المقاييس للطلاب ويساهم في تخريج أخصائيي المعلوماتية القادرين على تلبية احتياجات مجتمع الملعوماتية في العصر الحالي.

### عمادة التعليم المستمر وخدمة المجتمع
تقيم عمادة التعليم المستمر وخدمة المجتمع برامج تدريبية ودورات تنفيذية وبرامج تطويرية للأفراد والمؤسسات. وتهدف العمادة من خلال ذلك إلى الإسهام في خدمة المجتمع عن طريق إعداد الكوادر المطلوبة في سوق العمل وإمدادهم بالمعرفة والمهارة الـلازمة المؤهلة للتوظيف.
تعد اللغة الإنجليزية، اللغة الرسمية المعتمدة في التدريس في جامعة اليمامة، إلا أن بعض الدورات تقدم باللغة العربية في عمادة التعليم المستمر وخدمة المجتمع.

## الاعتماد الأكاديمي
جامعة اليمامة مُعتمدة من قبل وزارة التعليم في المملكة العربية السعودية. وحاصلة على الاعتماد المؤسسي من الهيئة الوطنية للتقويم والاعتماد الأكاديمي.

## الحرم الجامعي
تقع الجامعة شمال مدينة الرياض، على طريق القصيم السريع، يضم الحرم الجامعي مبنى خاصاً للطلاب وآخر منفصلاً للطالبات، حيث يضم القسم المخصص للطلاب المبنى الرئيسي الذي يحوي القاعات الدراسية، معامل الحاسب الآلي، مكاتب الكادر الإداري والأكاديمي من الرجال، قاعة استقبال كبار الشخصيات بالإضافة إلى مسرحين صغيرين. كما يضم المبنى مركز ساب لأبحاث الاستثمار ومركز مايكروسوفت للابتكار. وفي مبنى مجاور للمبنى الرئيسي، تقع المكتبة، المسجد والمسرح الرئيسي الذي يتسع لـ 1,000 شخص. أما المنشآت الرياضية، فتشتمل على ملعب كرة القدم، وملاعب تنس وكرة السلة، بالإضافة إلى صالة رياضية مغلقة، مجهزة بمجموعة متكاملة من معدات اللياقة البدنية كما تحتوي على ملاعب مغطاة للكرة الطائرة وكرة السلة بالإضافة إلى صالة بولينغ، ويضم القسم الخاص بالطالبات القاعات الدراسية، وفرعا للمكتبة، ومكاتب الكادر الإداري والأكاديمي النسائي، بالإضافة إلى الصالة الرياضية وصالة البولينغ. وعيادة صحية، حضانة للأطفال وصالة للمطاعم.

## كرسي غازي القصيبي
جامعة اليمامة مؤسسة أكاديمية فتية، ولذا فقد حرصت على المشاركة الفعالة في تلبية حاجات المجتمع العلمية والعملية أداءً لواجبها وتحقيقاً لرؤية خادم الحرمين الشريفين وسمو ولي عهده، من هنا بدأ برنامج البحث العلمي بكرسي غازي القصيبي للدراسات التنموية و الثقافية وقد تم اختيار الدكتور غازي القصيبي لتسمية هذا الكرسي للأن هذه الشخصية هي شخصية وطنية عرفت بإنجازات أدبية وفكرية متميزة، هذا فضلاً عن تميزها وإخلاصها في كل المواقع الوظيفية التي عملت فيها حوالي نصف قرن.